# Commelina bangii
Commelina bangii là một loài thực vật có hoa trong họ Commelinaceae. Loài này được Rusby mô tả khoa học đầu tiên năm 1910.